# Guillermo Báez
Guillermo Osvaldo Báez Astudillo (Valparaíso, 1909-desconocido) fue un futbolista, entrenador y árbitro de fútbol chileno.

## Trayectoria

### Como jugador
Nacido en Valparaíso, comenzó en el fútbol en las inferiores de Santiago Wanderers, club donde también jugó su hermano mayor, Telésforo Báez, internacional con la selección chilena en el Campeonato Sudamericano 1919. En 1924 Guillermo Báez debutó en el primer equipo, y formó parte del combinado Wanderers-La Cruz que derrotó 1-0 a Peñarol de Montevideo, la única derrota del conjunto uruguayo en su gira por Chile.
En 1927 pasó a Unión Española de Santiago, y en 1930 estuvo en Everton, que en ese entonces era de Valparaíso. En este equipo dos mendocinos que habían llegado como refuerzo creyeron que Báez era español, por lo que lo apodaron gallego.
En el año 1931 vistió la camiseta del Juventud Asturiana de Cuba. Llegó allí debido a que uno de los dos argentinos de Everton que contrató el equipo cubano no pudo hacer el viaje a último momento. En 1932 volvió a Valparaíso para jugar por Sportiva Italiana.
Tuvo otro paso por Santiago Wanderers y por Unión Española, antes de defender los colores de Green Cross. Luego de su retiro actuó como árbitro.

### Como entrenador
Como entrenador dirigió numerosos clubes del fútbol chileno. Un año antes de que Ñublense ingresara al profesionalismo, los dirigió en el Campeonato Regional de Concepción de 1958.
En la segunda categoría chilena entrenó a clubes como Lister Rossel en el subcampeonato de 1964, y Naval de Talcahuano, con el que ganó el campeonato de 1971.
En Primera División entrenó a clubes como Rangers y Deportes Concepción. En este último equipo logró el subcampeonato de la temporada 1975, con Vicente Cantatore como asistente.

## Clubes

### Como jugador
| Club               | País  | Año       |
| ------------------ | ----- | --------- |
| Santiago Wanderers | Chile | 1924-1926 |
| Unión Española     | Chile | 1927-1929 |
| Everton            | Chile | 1930      |
| Juventud Asturiana | Cuba  | 1931      |
| Sportiva Italiana  | Chile | 1932-1935 |
| Santiago Wanderers | Chile | 1936-1937 |
| Unión Española     | Chile | 1937-1938 |
| Green Cross        | Chile | 1939-1943 |

### Como entrenador
| Club                | País  | Año       |
| ------------------- | ----- | --------- |
| San Luis            | Chile | 1949-1950 |
| Ñublense            | Chile | 1958      |
| Rangers             | Chile | 1959      |
| Lister Rossel       | Chile | 1964      |
| Lister Rossel       | Chile | 1968      |
| Naval               | Chile | 1971      |
| Deportes Concepción | Chile | 1975-1976 |
| Curicó Unido        | Chile | 1980      |

## Palmarés

### Como entrenador

#### Campeonatos nacionales
| Título           | Club  | País  | Año  |
| ---------------- | ----- | ----- | ---- |
| Segunda División | Naval | Chile | 1971 |